# Хенрик Сенкевич
 Хѐнрик А̀дам Алекса̀ндер Пюс Сенкевич (Шенкѐвич), герб Ошик (на полски: Henryk Adam Aleksander Pius Sienkiewicz) е полски писател, автор на исторически романи, публикувани в подлистници и популярни и до днес („С огън и меч“, „Пан Володиовски“, „Потоп“, „Quo vadis?“, „Кръстоносци“). По тях са създадени ред филми.
През 1905 г. получава Нобелова награда за литература.

## Биография

### Младежки години
Сенкевич се ражда на 5 май 1846 г. в селцето Воля Окшейска (областта Подлаше, тогава част от Руската империя) в обедняло шляхтишко семейство. Има по-голям брат, Казимир, и четири сестри: Аниела, Хелена, Зофия и Мария. Постъпва в гимназия във Варшава (1858), след това учи в Юридическия и във Филолого-историческия факултет на Главното училище на полската столица (1866 – 1869), впоследствие превърнато в руски университет. За да се издържа, същевременно работи. Напуска университета през 1871 г., без да положи последните изпити.

### Дебютни творби, кореспонденции от Америка
Дебютира в печата още през 1869 г. с рецензия върху представления на драматурга и режисьора Винценти Рапацки. Първите му литературни произведения излизат през 1872 г. („Хуморески от чантата на Ворошило“, „Напразно“). От 1872 до 1887 г. Сенкевич редовно сътрудничи на варшавския печат като репортер и фейлетонист. През 1874 – 75 г. става съсобственик на позитивистичния двуседмичник „Нива“, а по-късно работи като редактор в консервативния вестник „Слово“ (1882 – 1887).
Началото на творческите успехи на Сенкевич настъпва, когато редакторът на популярната „Газета полска“ Едвард Лео забелязва таланта на младия сътрудник на изданието и го изпраща като кореспондент в Съединените щати. Хрониките от Америка са подписани с псевдонима Литвос и всъщност спасяват вестника от тежка финансова криза (по-късно излизат под заглавие „Писма от пътуването до Америка“, 1878).

### Политически ангажимент, пътешествия
Докато живее в Калифорния (1876 – 1878), Сенкевич опитва да създаде земеделска комуна с приятели, също полски емигранти. Всичките му следващи пътешествия в чужбина ще бъдат свързани с разнообразни и необичайни обстоятелства.
През 1879 г. Сенкевич посещава различни европейски страни, полагайки грижи за своята болна от туберкулоза съпруга (Мария Шеткевич, починала през 1885 г.). През 1886 г. прави обиколка из Константинопол, Атина, Неапол и Рим (по пътя спира за общо пет дни и в Русе и Варна). През 1888 г. попада в Испания, а през 1890 г. дори се присъединява към ловна експедиция в Занзибар.

### Творчески апогей
80-те години на 19 век са време на най-голямата слава на писателя Сенкевич. Тогава авторът се включва активно и в благотворителни и патриотични акции. През 1882 г. става съучредител на Касата на името на Юзеф Мяновски, а през 1889 г. основава стипендия на името на Мария Сенкевич за творци и писатели, болни от туберкулоза, както и противотуберкулозен санаториум в Закопане. През 1899 – 1900 г. е председател на варшавската Литературна каса. През 1904 г. публикува анонимно „Отворено писмо на един поляк до руския министър“, в знак на протест срещу полицейския произвол в полските земи под имперска власт.
През 1905 г. става съосновател на просветната организация Полска Мачеж Школна и до 1907 г. ръководи нейния надзорен съвет. През 1906 г. публикува отворено писмо до пруския крал и немски император Вилхелм II, осъждайки преследванията на поляци на територията на Прусия. През 1908 г. Сенкевич организира международна анкета „Прусия и Полша“, в която няколко десетки европейски общественици порицават берлинската репресивна политика спрямо поляците.
От избухването на Първата световна война Сенкевич се установява в Швейцария, където организира с други полски патриоти Генерален комитет за подпомагане на пострадалите от войната в Полша. Умира на 15 ноември 1916 г. във Вьове. През 1924 г. тленните му останки са пренесени във Варшава и положени в катедралата „Св. Йоан Кръстител“.

## Творчество
Първоначално Хенрик Сенкевич се утвърждава в полето на новелистиката, редом с друг емблематичен автор от същия период, Болеслав Прус. Темите в кратките му прозаически творби могат да се разделят в три главни групи: тежката емигрантска участ и носталгията по дома на поляците в Америка („За хляба“, „Пазачът на фара“); окаяният селски живот („Скици с въглен“, „Бартек победител“); детската беззащитност („Янко музикантът“).

### Исторически романи
Несъмнен връх в творческия път на Сенкевич са неговите исторически романи. Първите отзиви на критиката за тях са нееднозначни. Романите първоначално излизат като подлистници в пресата и така си спечелват огромна популярност. За пръв опит в жанра се смята разказът „Татарски плен“ (1880).
В романовата трилогия „С огън и меч“ (1884), „Потоп“ (1886) и „Пан Володиовски“ (1888) Сенкевич въвежда печелившата уолтър-скотовска схема на баланс между историческата и авантюрната сюжетна линия. Характерна за трилогията е връзката между съдбата на индивида и държавата. Авторът акцентира главно върху военните стълкновения през втората половина на 17 век: въстанието на Хмелницки, шведското нашествие, битките с турците. Във всеки от трите романа наред с фикционалните персонажи е обрисуван и конкретен национален герой (Йереми Вишньовецки, Стефан Чарнецки, Ян Собиески).
Със сходен белетристичен метод Сенкевич подхожда и към следващия си изключително успешен роман – „Quo vadis“ (1896). Тук съвестното реконструиране на римската история и на автентичния живот в империята върви ръка за ръка с личните перипетии и гоненията срещу първите християни. Романът печели определението „християнски бестселър“ и хвалебствия от Ватикана.
Като шедьовър на своя живот Сенкевич подготвя романа „Кръстоносци“ (1900), посветен на Грюнвалдската битка.
В началото на 20 век писателят замисля създаването на нова трилогия, от която успява да публикува само „На полето на славата“ (1906).

### Творчество за деца
Известната в България като „Стас и Нели“ детска повест на Сенкевич носи оригиналното заглавие „През пустини и джунгли“ (1912) и разказва приключенията на взетите в плен от арабите полско момче Стас Тарковски и английско момиче Нели Раулинсън, които успяват да избягат от своите похитители и поемат през джунглата и пустинята да търсят спасение...

## Признание
Тачен и обичан още приживе, през 1900 г. Хенрик Сенкевич е почетен с тържествено честване на 25-годишния му творчески юбилей. В знак на признателност полската общественост му дарява имението Обленгорек край Келце, купено с пари, събрани чрез подписка. Световното признание идва с Нобеловата награда от 1905 година, но далеч не спира дотук: Сенкевич става почетен доктор на Ягелонския (1900) и на Лвовския университет (1911), член на Краковската академия на науките (1893), на Варшавското научно дружество (1907), на Царската академия на науките в Петербург (1896), на Чешката академия в Прага (1900) и на Сръбската академия на науките (1906), както и почетен гражданин на Лвов (1902).

### Романи
- Трилогията (Trylogia):
  - С огън и меч (Ogniem i mieczem, 1884)
  - Потоп (Potop, 1886)
  - Пан Володьовски (Pan Wołodyjowski, 1888)
- Без догма (Bez dogmatu, 1891)
- Семейство Поланиевски (Rodzina Połanieckich, 1894)
- Quo Vadis (1895)
- Кръстоносци (Krzyżacy, 1900)
- На полето на славата (Na polu chwały, 1906)
- Въртоп (Wiry, 1910).
- В пустинята и в пустошта (W pustyni i w puszczy, 1912)

### Други
- Янко Музикантът и други разкази (1893)
- Лилиан Морис и други разкази (1894)
- Ханя и други разкази (1897)
- Да го следваме и други разкази (1897)
- Селянка, горска картина, и други разкази (1898)
- На огрения бряг (1898)
- Напразно (1899)
- Животът и смъртта и други легенди и разкази (1904)
- Тъй върви светът (критика, разказ и две кратки драми)